# Индукционный редуктосин
Индукцио́нный редуктоси́н — разновидность бесконтактного синусно-косинусного вращающегося трансформатора. Обычно выполняется многополюсным.
Применяется в качестве электрического датчика углового положения различных валов.

## Устройство

Схема индукционного редуктосина.
— Напряжение питания;
— выходной сигнал с синусной обмотки;
— выходной сигнал с косинусной обмотки.

Индукционный редуктосин состоит из неподвижного статора и вращающегося ротора. Статор и ротор представляют собой зубчатые колёса, изготовленные из пакета листов электротехнической стали. В пазах статора уложены первичная и две вторичные дифференциальные обмотки, на роторе обмотки отсутствуют.
Конфигурация зубцов ротора и форма пазов статора и способ укладки обмоток выбираются такими, что при питании первичной обмотки переменным напряжением {\displaystyle V_{p}} на вторичных обмотках наводятся сигналы, амплитуды которых {\displaystyle V_{\sin }} и {\displaystyle V_{\cos }} изменяются в функции угла поворота ротора с пространственным сдвигом равным 90 электрических градусов:
{\displaystyle V_{p}=V_{0}\sin \omega t,}
{\displaystyle V_{\sin }=K_{T}V_{0}\sin(\omega t+\varphi )\sin \ n\ \alpha ,}
{\displaystyle V_{\cos }=K_{T}V_{0}\sin(\omega t+\varphi )\cos \ n\ \alpha ,}
где {\displaystyle V_{0}} — амплитуда питающего напряжения;
{\displaystyle V_{p}} — синусоидальное питающее напряжение;
{\displaystyle \omega =2\pi f_{p}} — угловая частота питающего напряжения;
{\displaystyle f_{p}} — частота напряжения питания;
{\displaystyle K_{T}} — коэффициент трансформации;
{\displaystyle \varphi } — сдвиг фазы выходных напряжений относительно напряжения питания;
{\displaystyle n} — коэффициент электрической редукции (количество зубцов ротора);
{\displaystyle \alpha } — угол поворота ротора.
Повороту ротора на угол, равный зубцовому делению (360°/число зубцов ротора) соответствует изменение амплитуды выходных напряжений на один период, а при повороте ротора на один оборот число периодов изменения выходных напряжений равно числу зубцов ротора. Таким образом, индукционный редуктосин не является позиционным (абсолютным) датчиком угла, по сигналам с выходных обмоток можно однозначно определить угол только внутри зубцового деления, но определить положение в разных зубцовых делениях без дополнительных средств (без устройств грубого отсчёта) невозможно.